# Orden de Dank
La Orden de Dank (en kazajo: Даңқ ордені), también conocida como Orden de la Gloria, es una condecoración militar estatal otorgada por la República de Kazajistán, establecida por la Ley del 1 de abril de 1993 N.º 2069-XII «Sobre los premios estatales de la República de Kazajistán». La orden consta de dos grados. 

## Historia
La Orden de Dank se estableció mediante la Ley N ° 2069-XII «sobre premios estatales de la República de Kazajistán» de 1 de abril de 1993. Estaba reservado a los agentes del orden. Posteriormente, la Ley N.° 462-1 (dd. 26 de julio de 1999) dividió la orden en dos clases y le dio un nuevo diseño. Después de este cambio, la orden fue designada para los oficiales de alto rango y generales de las fuerzas armadas de Kazajistán, el Comité de Seguridad Nacional, la Fiscalía General y el Ministerio del Interior.

## Criterios de concesión
La Orden de Dank se otorga a los oficiales de alto rango de las fuerzas armadas, otras formaciones y unidades militares, así como al personal directivo de la fiscalía, la seguridad nacional y los asuntos internos de la República de Kazajistán y otros países, por:
- Logros en liderazgo y mando y control, alta preparación combativa de las tropas y mantenimiento de las capacidades de defensa del país;[2]
- Una excelente organización del servicio militar, fronterizo e interior, garantizando la seguridad nacional, el cumplimiento de la ley y el orden público.[2]

La orden consta de dos grados o clases, primero y segundo, siendo el primer grado la más alta, las condecoraciones se otorgan secuencialmente por méritos continuos:
- La Orden de Dank de 1.er grado: consta de una estrella y una insignia en la cinta del hombro.[6]
- La Orden de Dank de 2.do grado: consiste en una insignia en forma de estrella sobre una cinta.[6]

## Description

### Diseño anterior (1993-1999)
La insignia de la orden consistía en una estrella plateada de cinco puntas compuesto por rayos de doble filo superpuestos con tres lanzas bañadas en oro (una colocada verticalmente, otras dos formando una cruz lateral) y dos sables dorados entrecruzados. Un escudo redondo dorado que descansa sobre ellos contiene círculos concéntricos blancos y azules. La parte inferior del anillo azul lleva una cinta roja con la palabra «ДАҢҚ» escrita y ramas de laurel doradas apuntando hacia afuera. El círculo blanco está adornado con un lazo dorado superpuesto con tres flechas.

### Diseño actual (desde 1999)
La insignia de la orden de clase I representa una estrella plateada de ocho puntas, estriada y multirayada, sobre la cual hay otra estrella de menor tamaño, pero con rayos afilados. Sobre esta última estrella. hay un escudo redondo dorado con círculos blancos y azules anidados que descansa sobre dos sables cruzados y una lanza en el centro del círculo. La parte inferior del anillo azul lleva una cinta roja con la palabra «ДАҢҚ» escrita y coronas de laurel doradas apuntando hacia afuera. El círculo blanco está adornado con un lazo dorado superpuesto con tres flechas.
La estrella de clase I está hecha de plata, sus ocho puntas terminan en rubíes. Una estrella más pequeña anidada de esmalte azul lleva el medallón central de la decoración de la orden. La insignia de la orden se lleva sobre un cordón de hombro de 100 mm de ancho.
La insignia de la orden de clase II es similar al distintivo de primera clase, pero de menor tamaño. Un anillo decorativo conecta la medalla a una barra superior hexagonal adornada con una cinta azul que coincide con el de la bandera nacional de Kazajistán, el borde derecho está adornado con una ancha franja roja.

## Moneda conmemorativa

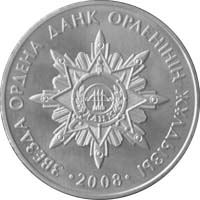
Moneda de 50 tenge que representa la Orden de Dank de grado

En octubre de 2008, el Banco Nacional de Kazajistán acuñó monedas conmemorativas de 50 tenge que representan la Orden de Dank, fabricadas de una aleación de cobre y níquel (cuproníquel).

## Medallas y cintas
| 1.er grado                     | 2.do grado |
| ------------------------------ | ---------- |
|                                |            |
| Cinta común a todos los grados |            |
|                                |            |